# Jovan Siladji
Jovan Siladji, född 4 augusti 1971 i Jugoslavien, död 11 april 2009 i Göteborg, var en svensk-serbisk ståuppkomiker och skådespelare. Han har drivit egen ståuppklubb i Lerum, och uppträtt med Stockholm Live. Han medverkar även i filmerna om Johan Falk. Jovan Siladji var en del av den västsvenska humorgruppen Westside Comedians.